# Björn Björn
Björn Christer Björn, född 16 oktober 1945 i Engelbrekts församling, Stockholm, är en svensk nyckelharpist. Han blev 1990 riksspelman i silverbasharpa med kommentaren "För utmärkt spel på silverbasharpa".

## Utmärkelser
- 1998 – Världsmästare i Gammelharpa.[6]
- 2002 – Världsmästare i Gammelharpa.[6]
- 2010 – Världsmästare i Gammelharpa.[6]